# سعودي الغزي
سعودي بن نجم الدين محمد بن بدر الدين محمد بن رضي الدين محمد الغزي العامري الدمشقي الشافعي (998-1071هـ / 1589-1660م) مفتي الشافعية بدمشق، وابن مفتيها، وابن ابن مفتيها، رؤساء العلم بالشام وكبراؤه فاضلًا وجيهًا، رقيق الطبع، متساوي الأطراف، أخذ الفقه والحديث عن جده لأُمِّهِ الشهاب أحمد العيثاوي، وعن والده.

## نبذة عنه
هو سعودي بن نجم الدين محمد بن بدر الدين محمد بن رضي الدين محمد بن رضي الدين محمد (أيضًا) بن شهاب الدين أحمد العامري القرشي الغزي الدمشقي الشافعي، مفتي الشافعية بدمشق، وابن مفتيها، وابن ابن مفتيها، رؤساء العلم بالشام وكبراؤه، وشهرة بيتهم لاتحتاج إلى بيان، وكان سعوديٌّ هذا فاضلًا وجيهًا، رقيق الطبع، متساوي الأطراف، أخذ الفقه والحديث عن جده لأُمِّهِ الشهاب أحمد العيثاوي وعن والده النجم، وسافر في خدمته إلى الحج في سنة أربع عشرة بعد الألف، وإلى الروم في سنة ثلاث وثلاثين، ولما حج والده في سنة سبع وأربعين أقامه مقامه في خدمة فتوى الشافعية، فباشرها وظهرت كفايته، وحُمدت سيرته، ثم مات أبوه في سنة ستين، فاستقلَّ بها، وأعطي عنه المدرسة الشامية البرانية، ودرس الحديث تحت قبة النسر من جامع بني أمية، وابتدأ من محل انتهى إليه درس والده في صحيح البخاري، وكان وقف في آخر درس قرأه على باب البكاء على الميت، واستمر مدةً يفتي ويدرس، وله القبول التام والتقدم بين أبناء نوعه. 

## الشعر والأدب
وكان حسن المطارحة والأدب، وينسب إليه من الشعر شيء قليل، فمن ذلك ما رأيته منسوبًا إليه في بعض المجاميع ولا أتحقَّقه؛ وذلك قوله فيصاحب له:
(لي صاحب في نقله ما حكى ... للكذب عن آبائه وارث)
(فكل ما ينقله مثل ما ... قال الحريري حكى الحارث)

## تلاميذه
عبد الكريم بن سعودي بن محمد الغزي.
علي بن سعودي بن محمد بن محمد الغزي.
إبراهيم بن محمد بن كمال الدين الحسيني الحراني.
محمد بن علي بن محمد الكاملي.
محمد بن عثمان الصيداوي.

## وفاته
توفي في أواسط ذي القعدة سنة إحدى وسبعين وألف، ودفن بمقبرة آبائه بتربة الشيخ أرسلان.